# Dreczany
Dreczany (biał. Дрэчаны; ros. Дречаны) – wieś na Białorusi, w obwodzie grodzieńskim, w rejonie świsłockim, w sielsowiecie Niezbodzicze, przy granicy z Polską.
W dwudziestoleciu międzywojennym leżały w Polsce, w województwie białostockim, w powiecie wołkowyskim, w gminie Jałówka. 16 października 1933 utworzyły gromadę w gminie Jałówka. Po II wojnie światowej weszła w struktury ZSRR.